# Baidu Yi
Baidu Yi è stato un sistema operativo per dispositivi mobili. Si basa su Android di Google. È stato annunciato il 2 settembre 2011 presso il Conference 2011 Technology Innovation Baidu a Pechino e successivamente sospeso nel 2015.